# María Mercedes Escarrer Jaume
María Mercedes Escarrer Jaume és metge pediatra i consellera externa de Meliá Hotels Internacional.
Filla de l'empresari mallorquí Gabriel Escarrer Juliá i Ana María Jaume. Es llicencià en Medicina l'any 1988 per la Universitat de Barcelona. El 2025 fou inclosa a la llista Forbes de les 50 dones més influents de les Balears.